# Сплит-система

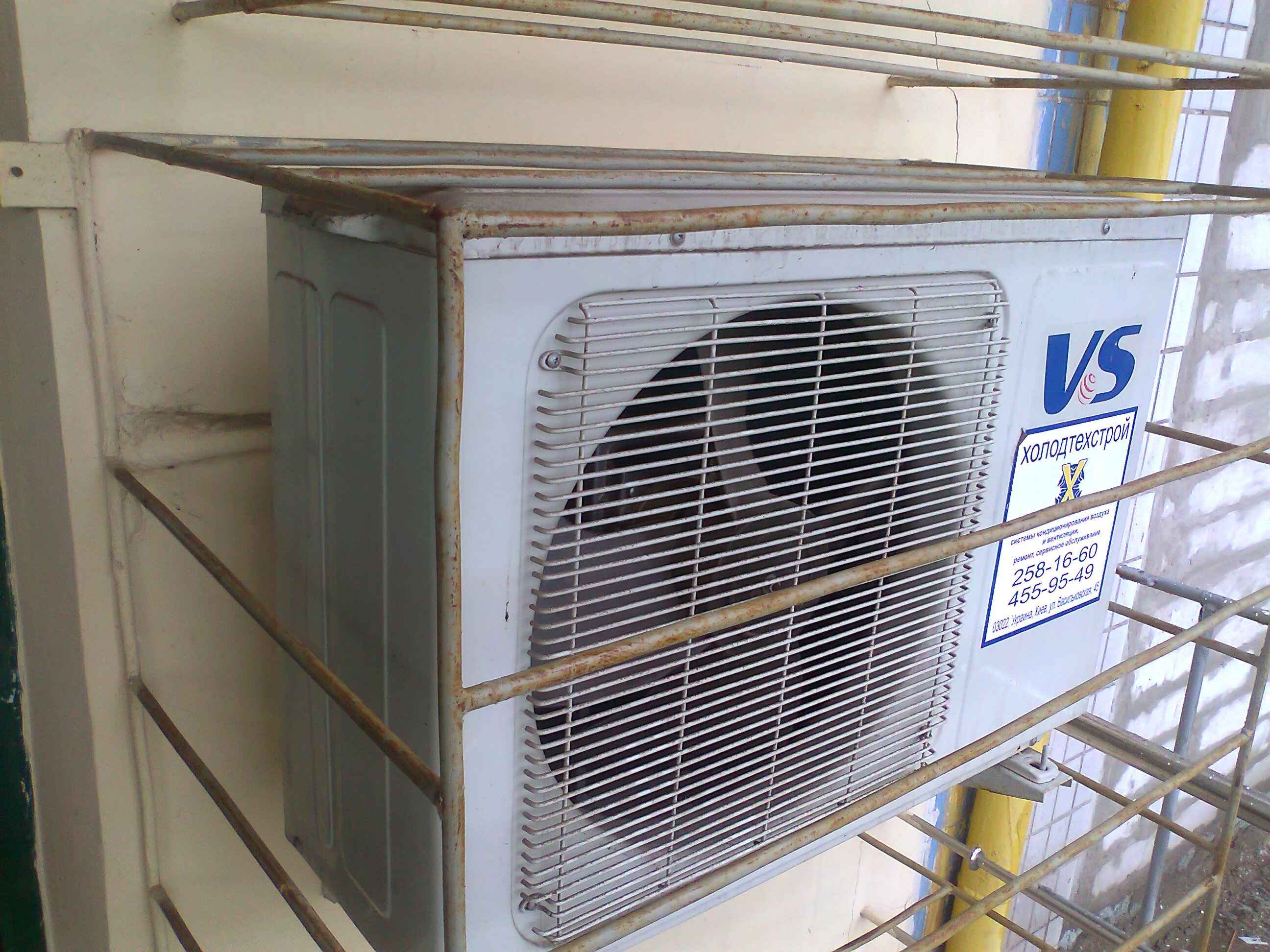
Внешний блок сплит-системы

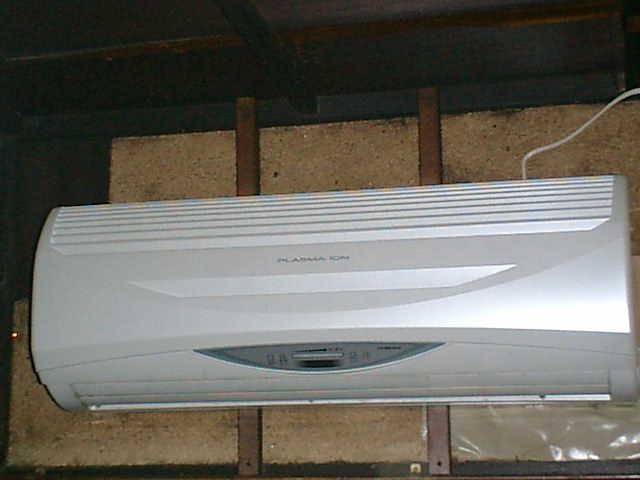
Внутренний настенный блок сплит-системы

Сплит-система (англ. split — «разделять») — кондиционер, система кондиционирования воздуха, состоящая из двух блоков: внешнего (компрессорно-конденсаторного агрегата) и внутреннего (испарительного). Внешний блок монтируется вне кондиционируемого помещения. Внутренний блок монтируется внутри кондиционируемого помещения или в вентиляционную систему здания. Друг с другом блоки соединяются медными теплоизолированными трубками.

## Типы
Типология систем кондиционирования воздуха с раздельной компоновкой, получивших наибольшее распространение:
- настенные (1,5–10,0 кВт),
- напольно-потолочные (4,0–13,0 кВт),
- канальные (5,0–18 кВт),
- колонного типа (5,0–18 кВт),
- кассетного типа (5,0–14,0 кВт),
- центральные кондиционеры,
- крышные (Руф-топ) кондиционеры.

## Принцип работы
Находящийся во внешнем блоке компрессор сжимает газообразный хладагент, который нагревается при сжатии и отдаёт тепло через теплообменник (конденсатор), находящийся во внешней среде, например на улице. Отдавая тепло, хладагент переходит в жидкое состояние, а затем переносится по медным трубкам во внутренний блок, где испаряется и через теплообменник (испаритель) охлаждает воздух в помещении. Многие сплит-системы способны не только охлаждать, но и обогревать помещение. При переключении системы на обогрев испарение хладагента происходит в наружном блоке, а конденсация во внутреннем.

## Устройство

### Внешний блок
Внешний блок располагают вне охлаждаемого помещения: на фасаде здания, на крыше, на открытой лоджии или на балконе, в некоторых случаях (офисные и торговые строения) — в общих коридорах и лестничных маршах, вестибюлях метрополитена. Внутренний и внешний блоки соединяют между собой с помощью фреоновых магистралей и электрического кабеля, кроме того, от внутреннего блока выводится дренажная магистраль.
Внешний блок включает в себя: компрессор, конденсатор с радиатором, капиллярную трубку, четырёхходовой электромагнитный клапан, фильтр-осушитель или ресивер, вентилятор. В отдельных случаях имеются и другие сопутствующие элементы — реле силовой коммутации компрессора, плата управления инверторной или мульти-сплит-системы, фильтр «кислородного душа», блок управления «зимним комплектом».
Обычно внешний блок неинверторной сплит-системы не содержит электронных схем, а асинхронные электродвигатели компрессора и вентилятора и четырёхходовой клапан подключаются через силовой кабель к электрической схеме внутреннего блока.
Расположение компрессора во внешнем блоке снижает шум внутри помещения. Уровень шума внутреннего блока сплит-систем составляет около 24–26 дБ. Уровень шума внешнего блока ничем не нормируется, что иногда беспокоит соседей.

### Внутренний блок
Внутренний блок в зависимости от типа может располагаться на потолке, полу, стенах или встроен в подвесной потолок. Современные сплит-системы имеют ряд дополнительных функций: дистанционное управление, фильтры различной степени очистки воздуха (от дыма, пыли и т. д.), таймер и управление температурой в помещении от +16 до +30 °C. Пульт дистанционного управления сплит-системы обычно оснащён дисплеем, который отображает полную информацию о заданных параметрах микроклимата. Бытовая система — это, как правило, настенный кондиционер.
Электроника внутреннего блока измеряет, рассчитывает и управляет большим количеством параметров сплит-системы:
1. Обеспечивает взаимодействие с пультом дистанционного управления, в том числе реализует функцию измерения температуры в месте нахождения пульта (функция I Feel).
2. Измеряет температуру поступающего в испаритель воздушного потока и по нему оценивает температуру внутри помещения.
3. Управляет цикличностью включения/выключения компрессора и вентилятора внешнего блока неинверторной сплит-системы в соответствии с заданным пользователем режимом и температурой входящего воздушного потока. При работающем компрессоре, вне зависимости от заданной с пульта температуры, выходящий воздушный поток имеет температуру примерно +10 °С, которая формируется из температуры испарителя (3—5 °С) и значения температурного напора.
4. Поддерживает температуру испарителя внутреннего блока регулированием скорости вращения тангенциального вентилятора внутреннего блока и цикличности включения компрессора. Отклонение температуры испарителя от расчётного может привести к интенсивному образованию конденсата воды в не предназначенных для этого частях и, как следствие, захвату воды вентилятором и подтеканию её из полости вентилятора внутреннего блока. Точный контроль температуры испарителя не позволяет ему обмерзать.
5. Управляет шаговыми двигателями жалюзи направления воздушного потока.
6. Следит за временем между включением компрессора и его последним выключением. Предотвращает старт компрессора раньше установленного времени, предотвращая его поломку.
7. Следит за температурой конденсатора внешнего блока и/или током питания компрессора. Для предотвращения выхода из строя компрессор отключается электроникой внутреннего блока при превышении предельных параметров.
8. Регулярно переводит кондиционер на охлаждение для размораживания радиатора внешнего блока при работе на обогрев.
9. Реализует функцию таймера на включение и выключение сплит-системы.

## Обогрев помещения
Современные сплит-системы имеют возможность нагрева воздуха в кондиционируемом помещении. Для этого с помощью четырёхходового электромагнитного клапана изменяется направление перекачивания компрессором хладагента.
При обогреве сплит-системой радиатор внешнего блока охлаждается и на нём образуется большое количество конденсата. При установке сплит-системы не на фасаде здания (на лоджии, внутри строений) от внешнего блока требуется отвод конденсата. При отрицательных температурах конденсат может превратиться в лёд, что нарушает работу радиатора и может даже привести к поломке. Во избежание этого в сплит-системах обычно имеется режим разморозки (defrost), который включается автоматически на основании показаний датчиков или по времени. Во этом режиме вентилятор внешнего блока останавливается, а система фактически переходит в режим охлаждения, разогревая радиатор.
Обычно обогрев помещения с помощью сплит-системы используют осенью или весной, при положительной уличной температуре. Электроника качественных сплит-систем не позволит включить обогрев при низкой уличной температуре. Тем не менее существуют сплит-системы, которые специально рассчитаны на обогрев зимой. Например, Mitsubishi Electric Zubadan. Применение таких систем (если позволяет температура) является эффективным способом экономии по сравнении с традиционными электрическими обогревателями.

## Охлаждение помещения зимой
Так называемый «зимний комплект» предназначен исключительно для охлаждения в зимнее время закрытых помещений с интенсивным тепловыделением — серверных, аппаратных комнат и т. п. При охлаждении помещения внешний блок нагревается, что не даёт ему замёрзнуть. «Зимний комплект», как правило, состоит из контроллера управления вентилятором (отключает постоянный режим вентилятора и включает его при разогреве конденсатора), подогрева дренажной трубки и, редко, подогрева картера компрессора перед стартом.

## Особенности эксплуатации

### Высокая уличная температура
При высоких уличных температурах для конденсации фреона во внешнем блоке требуется более высокое давление. Верхнее значение давления и температуры ограничивается критической точкой хладагента. Для R-410A критическая точка соответствует +72 °С, а значит максимальная температура такой сплит-системы примерно +45…+50 °С. Для R22 критическая точка соответствует +96 °С, а значит максимальная температура — примерно +65…+70 °С. Столь высокие температуры воздуха могут быть достигнуты при неправильной установке внешнего блока в зеркале крыши здания или торгового ларька.
При повышении уличной температуры компрессор должен работать при большей разности давлений на входе и выходе, а из-за большей разницы давлений капиллярная трубка пропускает больше фреона, он также должен перекачивать больший объём газа. Таким образом компрессор должен выполнять больше работы и потреблять больший ток. В результате он перегревается и отключается электроникой или термотоковым реле. Обычно сплит-системы рассчитываются на максимальную температуру +35…+40 °С.
В некоторых случаях для эксплуатации сплит-систем при предельно высоких температурах используют нештатные режимы работы. Так, если значительно сократить массовую пропускную способность капиллярной трубки, компрессор сможет обеспечивать большую разницу давлений на входе и выходе при меньшем перекачиваемом объёме газа. Для этого значительно снижают объём заправленного фреона в системе, и в результате через капиллярную трубку проходит газо-жидкостная смесь вместо жидкости. Общая циркуляция вещества по контуру снижается, и сплит-система сохраняет работоспособность при значительном снижении производительности. Эксплуатация такой системы в нормальных температурных условиях становится невозможной, такой режим значительно сокращает её срок службы.

### Техническое обслуживание
Внутренние блоки всех систем кондиционирования воздуха, вне зависимости от их стоимости, установленных фильтров и систем самоочистки, должны проходить обязательное техническое (санитарное) обслуживание. Из-за конденсата воды примерно на второй год эксплуатации рёбра испарителя и турбина тангенциального вентилятора обильно покрываются грибками плесени. Если не проводить техническое обслуживание внутреннего блока, то значительно (до 50 %) снижается производительность системы кондиционирования, появляется неприятный запах, а споры плесени распространяются по кондиционируемому помещению. Техническое и санитарное обслуживание проводится профессиональными сервисными организациями с полной разборкой внутреннего блока с использованием чистящих и дезинфицирующих средств и, как правило, перегретого пара.
Большинство установленных фильтров имеет больше маркетинговую цель, чем пользу при эксплуатации. Так, катехиновые фильтры должны эксплуатироваться не более месяца. По прошествии этого срока они не только бесполезны, но и создают в помещении несильный болотный запах. Об ограниченном сроке службы фильтров потребители систем, как правило, плохо информированы.

## Мульти-сплит-система
Сплит-система может быть оснащена несколькими внутренними блоками. Такое устройство называется мульти-сплит-системой. Его отличительной особенностью является наличие одного внешнего блока и подключённых к нему нескольких внутренних блоков. Такие системы являются идеальным решением для поддержания микроклимата в нескольких офисах, магазинах, больших жилых помещениях. Наличие небольшого количества наружных блоков позволяет сохранить эстетический вид здания. Внешний блок может быть объединён с несколькими внутренними разного типа: напольным, потолочным, кассетным и т. д. Более высокая цена мульти-сплит-систем объясняется как маркетинговыми стратегиями производителей (специальный сегмент рынка), так и инженерными (дополнительный контроллер во внешнем блоке для контроля температурных режимов и управления вентилятором и компрессорами).
Мульти-сплит-системы бывают одно- и многокомпрессорными. При однокомпрессорной реализации электроника внешнего блока получает информацию по цифровому каналу от внутренних блоков, обрабатывает её и определяет режим работы инверторного компрессора, а также управляет системой перепускных клапанов на фреоновой магистрали.
Многокомпрессорные мульти-сплит-системы применяются при двух (иногда трёх) внешних блоках. Такой внешний блок состоит из двух (трёх) комплектов (компрессоров, конденсаторов, четырёхходовых клапанов, капиллярных трубок и т. д.) и одного вентилятора. Обычно внутренние блоки конструктивно и по электрическим сигналам не отличаются от внутренних блоков сплит-систем и даже имеют отдельный провод подключения к сети. Контроллер внешнего блока пересчитывает сигналы и поведение внутренних блоков и реализует свой алгоритм управления компрессорами и вентилятором. Многокомпрессорные мульти-сплит-системы бывают как инверторные, так и неинверторные.